# Ali Liebert
Alison Dyan Liebert, detta Ali (Surrey, 20 agosto 1981), è un'attrice e produttrice cinematografica canadese.

## Biografia
Nata nella British Columbia, cresce a Duncan. Dopo le scuole superiori frequenta per due anni il Canadian College of Performing Arts di Victoria per poi trasferirsi a Vancouver, dopo inizia la carriera di attrice. Con gli attori Nicholas Carella e Michelle Ouellet ha fondato nel 2011 la casa di produzione Sociable Films. Ha recitato insieme a Cuba Gooding Jr. nel 2009 in Hardwired - Nemico invisibile, invece nel 2012 ha preso parte a diversi film televisivi quali Ultime ore della Terra, La parata dell'amore e Virtual Lies - Fuori controllo.
Nel corso della sua carriera è apparsa in numerose serie televisive come Kyle XY, Fallen - Angeli caduti, Human Target, Fringe, Chesapeake Shores, Hellcats, iZombie, Legends of Tomorrow e Quando chiama il cuore. Interpreta nel 2009 la parte di Nikki Bolton nella serie televisiva CBS Harper's Island. Farà parte del cast di Foxfire - Ragazze cattive un film di Laurent Cantet. Recita nel 2015 in Ricomincio da ieri, mentre nel 2016 ottiene un ruolo in Animagemella.com. Ottiene la parte del detective Nickole Bilson nel 2017 nella serie Ten Days in the Valley e, sempre nello stesso anno, ha un ruolo in Wonder un film di Stephen Chbosky.

## Filmografia

### Cinema
- Killing Point, regia di Jeff King (2008)
- Helen, regia di Sandra Nettelbeck (2009)
- Year of the Carnivore, regia di Sook-Yin Lee (2009)
- A Gun to the Head, regia di Blaine Thurier (2009)
- Hardwired - Nemico invisibile (Hardwired), regia di Ernie Barbarash (2009)
- The Break-Up Artist, regia di Steve Woo (2009)
- Afghan Luke, regia di Mike Clattenburg (2011)
- Apollo 18, regia di Gonzalo López-Gallego (2011)
- Sisters & Brothers, regia di Carl Bessai (2011)
- Foxfire - Ragazze cattive (Foxfire), regia di Laurent Cantet (2012)
- In the Hive, regia di Robert Townsend (2012)
- Down River, regia di Benjamin Ratner (2013)
- Afterparty, regia di Michelle Ouellet (2013)
- Bad City, regia di Carl Bessai (2014)
- The Devout, regia di Connor Gaston (2015)
- Wonder, regia di Stephen Chbosky (2017)
- The Age of Adulting, regia di Mark A. Lewis (2018)

### Televisione
- Dead Like Me - serie TV, episodio 1x14 (2003)
- The L Word - serie TV, episodio 1x02 (2004)
- Profezia di un delitto (5ive Days to Midnight) - miniserie TV, episodio 1x2 (2004)
- 4400 (The 4400) - serie TV, episodio 1x02 (2004)
- Huff - serie TV, episodio 1x01 (2004)
- Cold Squad - Squadra casi archiviati (Cold Squad) - serie TV, episodio 7x08 (2005)
- Young Blades - serie TV, episodi 1x01-1x09 (2005)
- Killer Instinct - serie TV, episodi 1x08-1x09 (2005)
- Romeo! - serie TV, episodio 3x12 (2006)
- Whistler - serie TV, episodio 1x08 (2006)
- La fabbrica del Natale (All She Wants for Christmas), regia di Ron Oliver - film TV (2006)
- Intelligence - serie TV, 6 episodi (2006-2007)
- Robson Arms - serie TV, episodio 2x02 (2007)
- Fallen - Angeli caduti (Fallen) - miniserie TV, puntata 1 (2007)
- Blood Ties - serie TV, episodio 2x06 (2007)
- Psych - serie TV, episodio 2x16 (2008)
- The Secret Lives of Second Wives, regia di George Mendeluk - film TV (2008)
- The Dead Beat, regia di Daniel Taplitz - film TV (2008)
- Kyle XY - serie TV, 5 episodi (2009)
- Harper's Island - serie TV, 8 episodi (2009)
- Fringe - serie TV, episodio 2x08 (2009)
- Human Target - serie TV, episodio 1x02 (2009)
- Hellcats - serie TV, episodio 1x16 (2011)
- Health Nutz - serie TV, 5 episodi (2011)
- The True Heroines - serie TV, 4 episodi (2011-2013)
- Virtual Lies - Fuori controllo (Cyber Seduction), regia di George Erschbamer - film TV (2012)
- La parata dell'amore (Love at the Thanksgiving Day Parade), regia di Ron Oliver – film TV (2012)
- Ultime ore della Terra (Earth's Final Hour), regia di W.D. Hogan – film TV (2012)
- Bomb Girls - serie TV, 18 episodi (2012-2013)
- Tom, Dick e Harriet (Tom Dick & Harriet), regia di Kristoffer Tabori - film TV (2013)
- Lost Girl - serie TV, episodi 4x02-4x03-4x04 (2013)
- Bomb Girls: Facing the Enemy, regia di Jerry Ciccoritti - film TV (2014)
- Un anello a primavera (A Ring by Spring), regia di Kristoffer Tabori - film TV (2014)
- Motive - serie TV, episodio 2x11 (2014)
- A Fairly Odd Summer, regia di Savage Steve Holland - film TV (2014)
- Strange Empire - serie TV, 11 episodi (2014-2015)
- Ricomincio da ieri (I Do, I Do, I Do), regia di Ron Oliver - film TV (2015)
- The Unauthorized Full House Story, regia di Brian K. Roberts - film TV (2015)
- Christmas Truce, regia di Brian Skiba - film TV (2015)
- Legends of Tomorrow - serie TV, episodio 1x08 (2016)
- iZombie - serie TV, episodio 2x15 (2016)
- Animagemella.com (Anything for Love) - film TV, regia di Terry Ingram (2016)
- Paranormal Solutions Inc. - serie TV, episodi 1x03-1x7-1x08 (2016)
- Chesapeake Shores - serie TV, episodi 1x06-1x07-1x08 (2016)
- Un autunno molto speciale (Autumn in the Vineyard), regia di Scott Smith - film TV (2016)
- Mech-X4 - serie TV, 20 episodi (2016-2020)
- Ricordati di te (A Gift to Remember), regia di Kevin Fair - film TV (2017)
- Ten Days in the Valley - serie TV, 8 episodi (2017)
- Cucinare con amore (Cooking with Love), regia di Jem Garrard - film TV (2018)
- Quando chiama il cuore (When Calls the Heart) - serie TV, episodi 5x03-5x04 (2018)
- A Storybook Christmas, regia di Curtis Crawford - film TV (2019)
- BH90210 - serie TV, episodio 1x01 (2019)
- Cherished Memories: A Gift to Remember 2, regia di Kevin Fair - film TV (2019)
- Uno di noi sta mentendo (One of Us Is Lying) – serie TV, 10 episodi (2021-2022)
- Van Helsing – serie TV, episodi 5x06-5x11-5x12 (2021)
- Streghe (Charmed) – serie TV, episodio 3x12 (2021)
- Avvocati di famiglia (Family Law) – serie TV, 15 episodi (2021-2025)

### Cortometraggi
- Playing the Role, regia di Scott Smith (2005)
- Basket Casket, regia di Greg Hewett (2008)
- Health Nutz, regia di Tony Dean Smith (2009)
- Wolf Canyon, regia di Allan Harmon (2009)
- Karma Inc., regia di J.D. Scott (2010)
- A Fine Young Man, regia di Kevan Funk (2010)
- Voodoo, regia di Mark Ratzlaff (2010)
- The Rock Shirt, regia di Jason James (2011)
- Collider, regia di Jamie Alain (2016)

### Doppiaggio
- Barbie e l'accademia per principesse (Barbie: Princess Charm School), regia di Zeke Norton (2011)
- Barbie e le scarpette rosa (Barbie in the Pink Shoes), regia di Owen Hurley (2013)
- Barbie e il regno segreto (Barbie and the Secret Door), regia di Karen J. Lloyd (2014)
- My Little Pony: Equestria Girls Specials - serie animata (2017)
- Need for Speed: Heat - videogioco (2019)

## Doppiatrici italiane
Nelle versioni in italiano delle opere in cui ha recitato, Ali Liebert è stata doppiata da:
- Sara Ferranti in Kyle XY, Van Helsing
- Gemma Donati in Psych, Avvocati di famiglia
- Micaela Incitti in Fringe
- Silvia Avallone in Ricordati di te
- Deborah Ciccorelli in Foxfire - Ragazze cattive
- Roberta Greganti in Un autunno molto speciale
- Elena Perino in Ricomincio da ieri
- Alessia Amendola in Harper's Island
- Francesca Fiorentini in Wonder
- Giò Giò Rapattoni in Mech-X4
- Francesca Manicone ne La campanella dei desideri

Da doppiatore è stato sostituito da:
- Loretta Di Pisa in Barbie e le scarpette rosa (Tara)
- Sabrina Bonfitto in Barbie e le scarpette rosa (Hannah)